# Béla IV. (Ungarn)

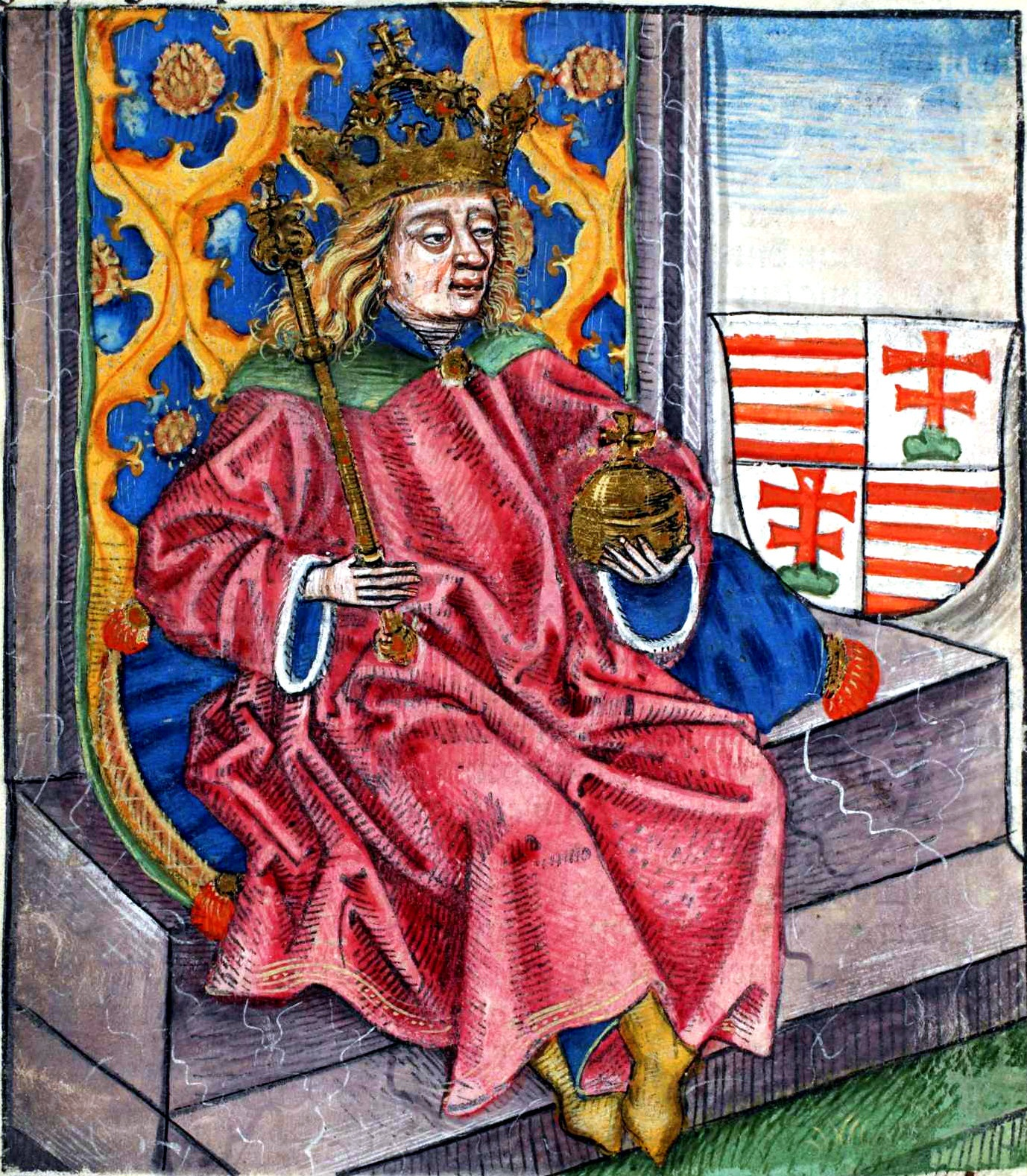
Béla IV. (Darstellung aus der Chronica Hungarorum, um 1488)

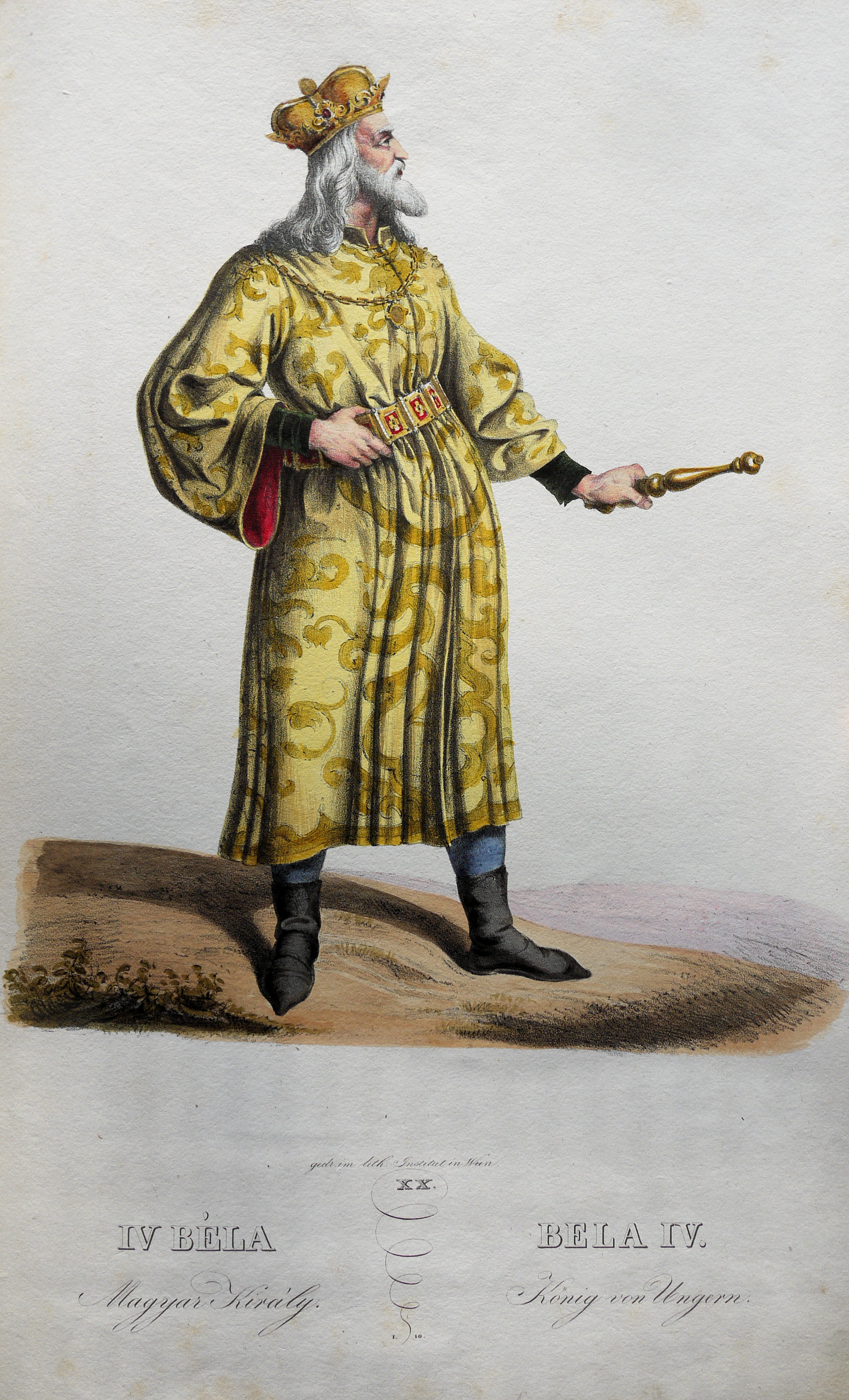
Béla IV. Lithographie von Josef Kriehuber nach einer Zeichnung von Moritz von Schwind, ca. 1828

Béla IV. (* November 1206; † 3. Mai 1270 auf der Haseninsel (heute Margareteninsel) bei Buda) war von 1235 bis 1270 König von Ungarn und als Bela III. in Personalunion auch König von Kroatien sowie von 1254 bis 1258 Herzog der Steiermark.

## Leben
Béla, der dem Geschlecht der Arpaden entstammte, war der Sohn von König Andreas II. und seiner Frau Gertrud und der Bruder von Elisabeth von Thüringen.
Das wichtigste Ereignis in Bélas IV. Regierungszeiten war die Invasion eines mongolischen Heeres unter Batu, dem Khan der Goldenen Horde. Nach der Eroberung der Kiewer Rus (1240), des wichtigsten russischen Fürstentums, überrannten die Mongolen Halitsch-Wolhynien und griffen in zwei Heersäulen Polen und Mähren im Norden und Ungarn im Süden an. Khan Batu und Subutai führten die mongolische Hauptstreitmacht im Süden auf die ungarische Hauptstadt Buda zu. Am 11. April 1241 wurden die Ungarn unter Béla IV. in der Schlacht bei Muhi vernichtend geschlagen. Im Anschluss daran vereinigten sich die mongolischen Abteilungen wieder auf ungarischem Gebiet. Der flüchtende Béla wurde von den Mongolen bis an die kroatische Mittelmeerküste verfolgt. Nach dem unerwarteten Tod des Großkhans Ögedei brach Batu jedoch seinen Feldzug ab und zog sich mit seinen Truppen in Richtung Osten zurück. Bis dahin hatten sie allerdings bereits weite Teile Ungarns in Massakern stark entvölkert. Es gibt Schätzungen, dass von den zwei Millionen Menschen, die 1240 in Ungarn gelebt haben sollen, die Hälfte dem Mongolensturm unmittelbar zum Opfer fielen und eine weitere halbe Million im Laufe der darauf folgenden Hungersnöte und Epidemien starben. Das für das Land verheerende Ereignis wird in Ungarn auch als tatárjárás bezeichnet.
In den Folgejahren begann Béla mit dem Wiederaufbau seines Landes. Dazu holte er Siedler ins Land, zunächst vor allem aus Frankreich und Wallonien, später aber überwiegend aus dem deutschen Rheinland. Weitere Siedler kamen aus den unmittelbaren Nachbarländern. Bereits ab 1239 waren auch vor den Mongolen fliehende Kumanen zwischen Donau und Theiß angesiedelt worden. In erster Linie aus ihnen bestand das nach dem Mongolensturm aufgebaute Heer, mit dem der König seine folgenden Feldzüge unternahm. Außerdem legte Béla ein umfangreiches Burgen- und Städtebauprogramm auf, bei dem ebenfalls die Siedler halfen und das den Ausbau der Macht der ungarischen Oligarchie förderte, die letztlich ab 1301 in der Bildung von Kleinkönigtümern gipfeln sollte. Das neue Konzept beim Städtebau war, dass die Städte durch Steinmauern umfasst wurden. Denn der Mangel an solchen befestigten Städten war ein Grund für den Erfolg des mongolischen Eroberungszuges. Am 16. November 1242 verlieh er Zagreb durch die Goldene Bulle (kroatisch zlatna bula) den Titel einer freien Königsstadt. Bereits 1234 hatte Virovitica den Status einer freien Königsstadt erhalten.
Nachdem 1246 Herzog Friedrich II. von Österreich und der Steiermark in der Schlacht an der Leitha getötet worden war, bemühte sich Béla um die Erlangung von dessen Herzogswürde, die er dem verbündeten Fürsten von Halitsch-Wolhynien (Galizien) übertragen wollte, was aber erfolglos blieb. Nachdem sich 1251 Ottokar II. in Österreich durchgesetzt hatte, schloss Béla 1254 mit ihm den Frieden von Ofen und ging 1261 im Frieden von Wien sogar ein enges Bündnis mit ihm ein.

## Nachkommen
Mit Maria Laskaris von Nicäa:
- Kinga (Kunigunde) von Ungarn, seit 1999 Heilige der katholischen Kirche, (* 1224; † 1292), ⚭ Boleslaw V. von Polen (* 1226; † 1279)
- Anna von Ungarn (* 1226), ⚭ Rostislaw, Fürst von Kiew (* 1210; † 1264), ihre Tochter Kunigunde von Halitsch heiratete König Ottokar II. Přemysl von Böhmen
- Elisabeth von Ungarn (* 1236; † 1271), ⚭ Heinrich XIII., Herzog von Bayern (* 1250; † 1289/90)
- Stephan V., König von Ungarn, Kroatien und Dalmatien (* 1240; † 1272)
- Margareta von Ungarn (* 1242; † 1270), Heilige
- Jolenta Helena (* um 1244; † nach 1303), ⚭ Bolesław von Kalisch (* nach 1221; † 1279), ihre Tochter Hedwig von Kalisch heiratet Władysław I. Ellenlang
- Konstanze von Ungarn, ⚭ Lew Danylowitsch, Fürst von Halitsch;